# Euloxia intacta
Euloxia intacta là một loài bướm đêm trong họ Geometridae.